# Mare Tyrrhenum
Mare Tyrrhenum  è una caratteristica di albedo della superficie di Marte, situata nel sistema di coordinate planetocentrico alla latitudine di -19,78° e longitudine di 105° est. Il nome è stato approvato dall'UAI nel 1958 e si riferisce a Mater Tyrrhenium, il Mar Tirreno.